# ジョニー・グリーンウッド
ジョナサン・リチャード・ガイ・グリーンウッド（英語: Jonathan Richard Guy Greenwood、1971年11月5日 - ）は、イギリスのミュージシャン。
ロックバンド、レディオヘッドのメンバーであり、リードギター、シンセサイザー、鉄琴、ヴァイオリン、オンド・マルトノ、ストリングスなどを担当するマルチプレイヤーである。同バンドのメンバーであるコリン・グリーンウッドは兄。ラップトップやシンセサイザーなどの楽器にメンバーで最も精通するマルチプレイヤーであり、バンドのサウンドの中核を担う人物。
「ローリング・ストーンの選ぶ歴史上最も偉大な100人のギタリスト」において2003年は第59位、2011年の改訂版では第48位。

## 人物・概要
幼少よりチェロ・ヴィオラなどの弦楽やピアノを習い、クラシック音楽を中心とした音楽的素養を身に付ける。早くから音楽家として将来を嘱望されていた神童で、アビントン・スクールの弦楽隊や吹奏楽隊ではリーダー格の生徒として活躍。スクール在籍時には『我が校の音楽的発展に最も貢献した生徒』として賞を受け、表彰されている（勿論レディオヘッドとして有名になるよりも遥か昔）。
スクール在籍時、兄コリンはその親友トム・ヨークとエド・オブライエンとロックバンド活動（後の『オン・ア・フライデー』）をしていた。幼少から内気な性格だったジョニーは真正面からバンドに参加したいとは言えず一計を案じる。それは練習の見学と題してキーボードでコードを横で弾き続け、ある日自分がいなくなったときに「ジョナサンがいないとサウンドに何かが足りない」と思わせる、というものだった。策は功を奏し、晴れてジョニーはサポートメンバーのキーボーディストとしてバンドに加入。その後、トムがエクセター大学卒業後にバンドをオン・ア・フライデーとして再結成した際、オリジナルメンバーのギタリスト兼キーボーディストに昇格する。バンド活動を優先するためオックスフォード・ポリテクニック（現オックスフォード・ブルックス大学）を中退。
その後はバンドサウンドの中核を担い、ソングライティングも手掛ける重要メンバーとなった。バンドが『レディオヘッド』へと変名したメジャー活動以降はコリンやエド以上にトムとの行動が増えており、非常に仲が良い。
昔から極度の痩せ型であり、本人談によると「幼少から食は細い」らしい。コリン以外のメンバーと同じくベジタリアンである。漢字などの文字に興味・関心が深く、また1960-1980年代の日本のアニメーションも好きで、ギターにはそのステッカーを貼っており、『サイボーグ009』のTシャツも保有。

## プレイスタイル
ソニック・ユース、ピクシーズ、ダイナソーJr.からの影響からか憑依的かつノイジーなギタープレイが持ち味。ギターを低い位置で構え、6弦を親指で押さえるフォームを多用する。ちょうどギターを弾き始めたアビントン・スクール時代に聞いていた、それらのグランジ/オルタナティヴ・ロック系バンドと、マガジンなどのニュー・ウェイヴ系バンドからの影響がプレイに色濃く反映されている。また先入観や定石にとらわれない斬新なエフェクトペダルの使い方が特徴的である。例えばMarshall Shred Master（日本語に訳すと速弾きの達人）のようなヘヴィーメタルのリードギター向けのエフェクターをバッキングに使用したり、本来楽曲中にかけっぱなしで使うものであったリバーブをフレーズ単位で使用したり、ワーミーのようなリードギター向けと思われていたエフェクターをイントロのアルペジオに使用するなど枚挙にいとまがない。
ピアノ・シンセサイザーといった鍵盤楽器演奏においてバンドアンサンブルにクリティカルなアクセントを加えている。鍵盤楽器をコードワーク中心のバッキングとして使用するトムと比べると幅広いプレイでバンドサウンドを彩っている。ジョニーのキーボードの実力は代表曲「クリープ」の共同プロデューサーのショーン・スレイドに「まるでデイヴ・ブルーベックのよう」と言わしめるほどである。
その他、オンド・マルトノやチェロ、トランジスタラジオなどを中心に様々な楽器を演奏。元々メンバーが様々な楽器を演奏するレディオヘッドの中でも、特にマルチプレイヤー的な存在。ライブでギターとその他の楽器を使用する頻度はほぼ同等と言っても良いほどである。

## 使用機材

### ギター

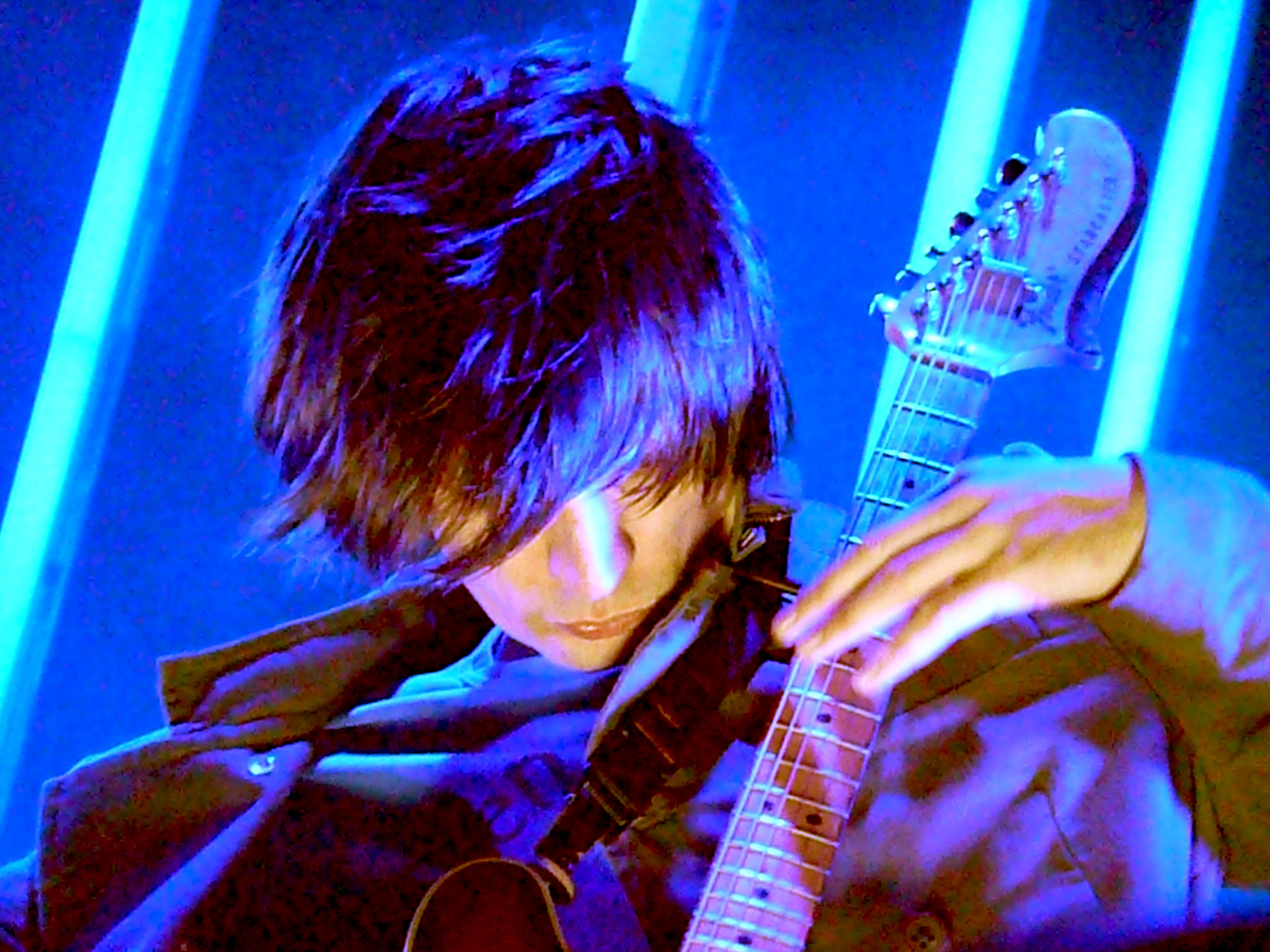
Fender Starcasterを弾くグリーンウッド

※『ザ・ベンズ』期のインタビューで、数あるギターの中でなぜメインにテレキャスターを選んだのかという問いに対し、軽いからと答えている。
- フェンダー Telecaster Plus

色はサンバーストカラーで、『アタックNo.1』のステッカーが貼ってある。リアピックアップに搭載されたレースセンサーデュアリーが特徴的なサウンドを生み出している。ボリュームとトーンのノブの間にミニスイッチがあり本来はリアのコイルタップのための配線になっているが、ジョニーはこれを「キルスイッチ」（押すと音が途切れる）に改造して使用している。これらは『Just』、『Paranoid Android』といった楽曲での、音数の多いリードプレイに効果を発揮している。2003年以降からはホンダのウイングステッカーが貼られている。
- フェンダー Telecaster American Standard

使用楽器がまるごと盗難された際に、上のTelecaster Plusのサブギターの必要に迫られたためTelecaster Plusと同じスペックで改造された。こちらには宇宙エースのステッカーが貼られている。
- フェンダー Starcaster

これは1970年代中期に少量のみ生産されたフェンダーとしては珍しいセミアコースティックギターで、現在、ジョニーの使用も影響してか、欧米や日本で値段が高騰している。
- マーティン D-35
- ギブソン レスポール

The Smiths「The Headmaster Ritual」カバーで使用

### エフェクター
これらに限らず、楽曲によってE2 Headrushなどのディレイ／ルーパーを加えたり、自身のラップトップを通して音色を変化させている。DOD 440のようなフィルター系やワーミーなどのピッチシフト系エフェクターを多用する。
- DigiTech Whammy WH-1
- Akai Head Rush E1
- Marshall Shred Master
- BOSS SD-1 Super Over Drive
- BOSS RV-3 Digital Reverb/Delay
- BOSS RE-20 Space Echo
- BOSS TU-12H Chromatic Tuner
- BOSS LS-2 Line Selector
- BOSS FV-300H Foot Volume
- Electro-Harmonix Small Stone
- Demater Tremulator
- DOD 440 Envelope Filter
- Roland RE-201 Space Echo
- Roland FC-200 MIDI Foot Controller

### アンプ
- VOX AC30 6TB
- Fender Eighty-Five
- Fender Twin Reverb

### キーボード・シンセサイザー・ピアノ、オンド・マルトノ
- Fatar Keys CMS-161
- Moog Rogue
- Analogue Systems French Connection
- Analogue Systems RS8000,8500
- Hammond XB2 Digital Organ
- Korg Prophecy
- Fatar Keys SL-161
- Rhodes Suitcase Piano Mark I 73

etc...

## 私生活
イスラエル出身のアーティストであるSharona Greenwoodと結婚。　
「Tamir」、「Zohar」、「Omri」という名前の子どもがいる。

## その他
2003年にソロアルバム（短編映画のサウンドトラックである）「Bodysong.」をリリース。コリンがベーシストとして参加している。
2004年よりBBCにコンポーザー・イン・レジデンスとして招かれ、オーケストラ作品を作曲。それ以降も委嘱を受けている。
ダブ、レゲエのファンであり、リー・ペリーをフェイバリットにあげる。2007年にTrojan Recordsから『Jonny Greenwood Is the Controller』という自身の選曲によるコンピレーションが発売された。
2007年には映画『ゼア・ウィル・ビー・ブラッド』（ポール・トーマス・アンダーソン監督作品）のスコアを作曲、高い評価を受けベルリン国際映画祭にて銀熊賞 (芸術貢献賞)を受賞し、英国アカデミー賞およびグラミー賞候補となった。
2010年には映画『ノルウェイの森』（トラン・アン・ユン監督作品）のスコアを作曲。
2011年、映画『少年は残酷な弓を射る』（リン・ラムジー監督作品）のスコアを作曲。
2017年、映画『ファントム・スレッド』（ポール・トーマス・アンダーソン）のスコアを作曲、アカデミー作曲賞にノミネートされた。
2020年、ヴァイオリンと弦楽合奏のための『Horror Vacui』でアイヴァー作曲賞大編成オーケストラ部門を受賞。

## フィルモグラフィー

### 映画
- ゼア・ウィル・ビー・ブラッド There Will Be Blood (2007年)
- ノルウェイの森 Norwegian Wood (2010年)
- 少年は残酷な弓を射る We Need to Talk About Kevin (2011年)
- ザ・マスター The Master (2012年)
- インヒアレント・ヴァイス Inherent Vice (2014年)
- ビューティフル・デイ You Were Never Really Here (2017年)
- ファントム・スレッド Phantom Thread (2017年)
- パワー・オブ・ザ・ドッグ The Power of the Dog (2021年)
- スペンサー ダイアナの決意 Spencer (2021年)
- リコリス・ピザ Licorice Pizza (2021年)
- The Battle of Baktan Cross (2025年)